# Croignon
Croignon ist eine französische Gemeinde mit 733 Einwohnern (Stand 1. Januar 2022) im Département Gironde in der Region Nouvelle-Aquitaine. Sie liegt im Einzugsgebiet der Stadt Bordeaux und gehört zum Kanton Créon im Arrondissement Bordeaux.

## Geografie
Croignon liegt im Südwesten Frankreichs im Gebiet Entre deux mers zwischen den Flüssen Garonne und Dordogne, 21 Kilometer östlich von Bordeaux, der Hauptstadt der Region Aquitanien, und 5,2 Kilometer nördlich vom Kantonshauptort Créon, auf einer mittleren Höhe von 65 Metern über dem Meeresspiegel. Die Ortschaft ist von den Nachbargemeinden Baron, Cursan und Camarsac umgeben. Das Gemeindegebiet ist hügelig und hat eine Fläche von 4,62 Quadratkilometern. Es ist nicht nur von Ackerbau und Weinbau geprägt, sondern verfügt auch über bewaldete Flächen und Talwiesen. Der Gestas fließt durch die Gemeinde. Er ist ein Nebenfluss der Dordogne und als wichtiges Schutzgebiet im Netzwerk Natura 2000 eingestuft.
Croignon ist einer Klimazone des Typs Cfb (nach Köppen und Geiger) zugeordnet: Warmgemäßigtes Regenklima (C), vollfeucht (f), wärmster Monat unter 22 °C, mindestens vier Monate über 10 °C (b). Es herrscht Seeklima mit gemäßigtem Sommer.

## Bevölkerungsentwicklung
| Jahr                       | 1962 | 1968 | 1975 | 1982 | 1990 | 1999 | 2010 | 2017 |
| Einwohner                  | 217  | 226  | 235  | 288  | 349  | 382  | 499  | 642  |
| Quellen: Cassini und INSEE |      |      |      |      |      |      |      |      |

## Sehenswürdigkeiten

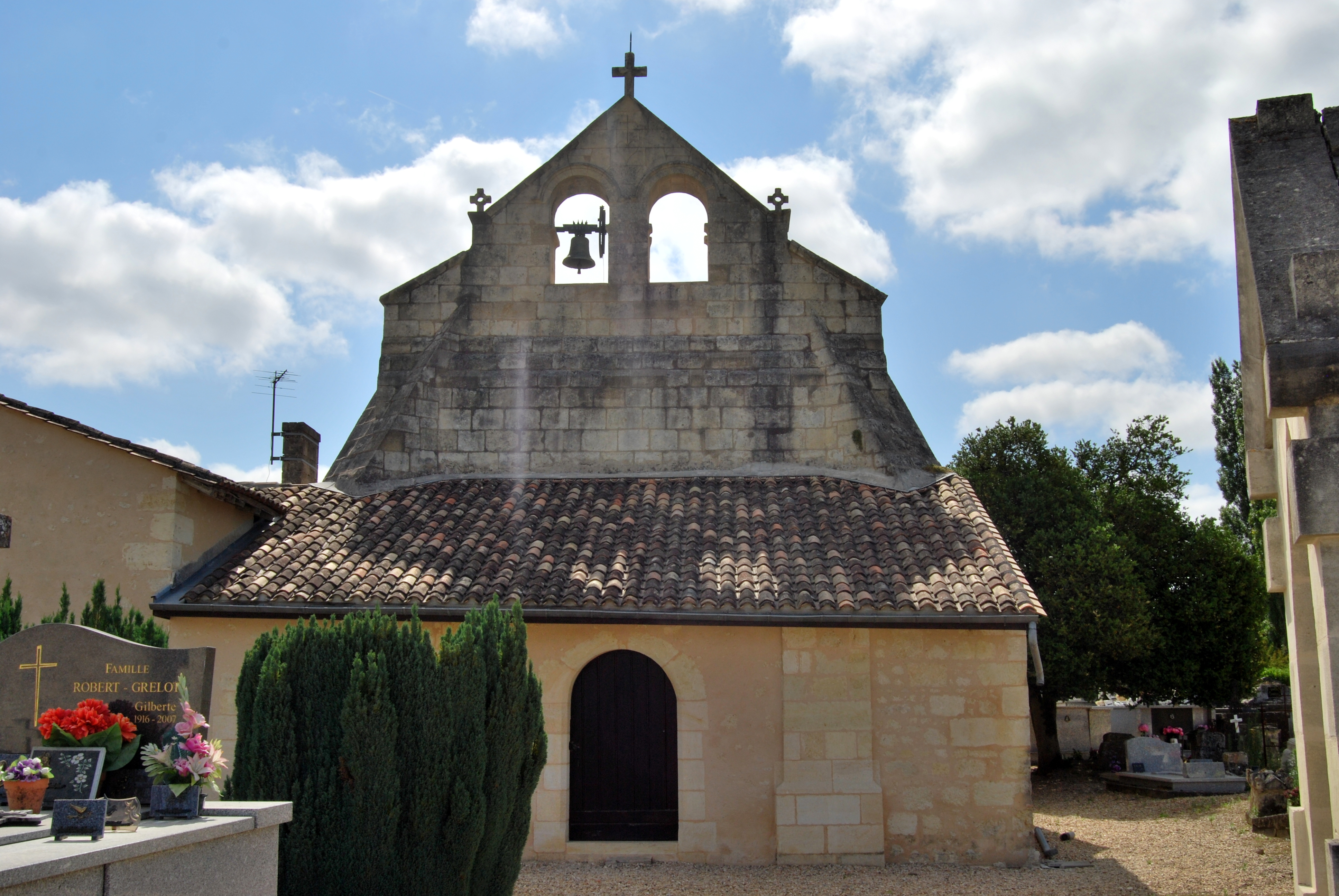
Kirche Saint-Vincent

Die romanische Pfarrkirche Saint-Vincent wurde im 12. Jahrhundert erbaut. Im 16. Jahrhundert wurde das Kirchenschiff vergrößert. Portalvorbau, Kirchturm und Sakristei wurden 1857 errichtet. Das Gebäude wurde 1945 in das Zusatzverzeichnis der Monuments historiques (‚historische Denkmale‘) eingetragen. Ein Friedhofskreuz aus dem 16. Jahrhundert auf dem Friedhof an der Kirche ist ebenfalls in die Denkmalliste eingetragen. Eine Glocke der Kirche wurde im Jahr 1636 aus Bronze gegossen. Sie wurde 1942 als Monument historique klassifiziert. Das Pfarrhaus stammt aus dem 16. Jahrhundert.
Das Herrenhaus Château Lartigue-Cèdres wurde in der Mitte des 19. Jahrhunderts im Stil des Klassizismus erbaut. Die Stallungen stammen aus dem 18. Jahrhundert. Das Herrenhaus befindet sich im Privatbesitz und wird als Weingut genutzt. Das Weingut stellt Rotwein und Roséwein der Herkunftsbezeichnung Bordeaux her, außerdem Clairet, Sauvignon und Crémant Rosé.
Im Weiler Le Grand Moulin widmet sich ein privater Verein der Restaurierung einer Wassermühle aus dem 11. Jahrhundert.